# Maarten Wynants
Maarten Wynants (Hasselt, 13 de maio de 1982) é um ciclista belga que passou ao profissionalismo em 2005 e se retirou em abril de 2021 depois de competir no Volta à Flandres.

## Biografia
Voltou-se profissional em 2005 com a equipa Chocolade Jacques, depois de muitas dúvidas entre o ciclismo e salto com pértiga, Wynants decidiu-se pelo ciclismo e destacou em seu estreia ao terminar terceiro na Hel van het Mergelland. Em 2007, uniu-se à equipa Quick Step, onde faz as vezes de gregario, mas surpreende com ataques quando está em forma. Em junho de 2007, terminou quinto na Ster Elektrotoer e terceiro do Halle-Ingooigem. Depois, a princípios de 2008, foi terceiro no Troféu Sóller e quinto em Le Samyn. Por último, em setembro de 2008, foi sexto na Paris-Bruxelas e no Grande Prêmio de Fourmies.
Em junho de 2020 renovou seu contrato até celebração da Paris-Roubaix de 2021, momento no que retirar-se-ia para ocupar um posto de director desportivo no Jumbo-Visma. Depois de adiar-se a prova até mês de outubro, decidiu retirar-se uma semana antes após a celebração do Volta à Flandres.

## Palmarés
Não conseguiu nenhuma vitória como profissional.

## Resultados em Grandes Voltas e Campeonatos do Mundo
| Corrida            | Corrida            | 2005 | 2006 | 2007 | 2008 | 2009  | 2010  | 2011 | 2012 | 2013  | 2014  | 2015 | 2016  | 2017 | 2018 | 2019 | 2020 |
| ------------------ | ------------------ | ---- | ---- | ---- | ---- | ----- | ----- | ---- | ---- | ----- | ----- | ---- | ----- | ---- | ---- | ---- | ---- |
|                    | Giro d'Italia      | —    | —    | —    | —    | —     | —     | —    | —    | Ab.   | —     | —    | —     | —    | —    | —    | —    |
|                    | Tour de France     | —    | —    | —    | —    | —     | 117.º | —    | Ab.  | 132.º | 117.º | —    | 138.º | —    | —    | —    | —    |
|                    | Volta a Espanha    | —    | —    | —    | —    | 113.º | —     | —    | —    | —     | —     | Ab.  | —     | —    | —    | —    | —    |
| Mundial em Estrada | Mundial em Estrada | —    | —    | —    | —    | 88.º  | —     | —    | —    | —     | —     | —    | —     | —    | —    | —    | —    |

—: não participa

Ab.: abandono

## Equipas
- Jong Vlaanderen 2016 (2004)
- Chocolade Jacques (2005-2006)
  - Chocolade Jacques-T-Interim (2005)
  - Chocolade Jacques-Topsport Vlaanderen (2006)
- Quick Step (2007-2010)
  - Quick Step-Innergetic (2007)
  - Quick Step (2008-2010)
- Rabobank/Alvo/Belkin/Lotto NL/Jumbo (2011-2021)[3]
  - Rabobank Cycling Team (2011-2012)
  - Blanco Pro Cycling Team (2013)[4]
  - Belkin-Pro Cycling Team (2013-2014)
  - Team Lotto NL-Jumbo (2015-2018)
  - Team Jumbo-Visma (2019-2021)